# Liste der Kulturdenkmäler in Hamburg-Jenfeld
Die Liste der Kulturdenkmäler in Hamburg-Jenfeld enthält die in der Denkmalliste ausgewiesenen Denkmäler auf dem Gebiet des Stadtteils Jenfeld der Freien und Hansestadt Hamburg.
Basis ist der Datensatz Denkmalliste Hamburg auf dem Transparenzportal Hamburg. Dieser enthält alle Objekte, die rechtskräftig nach dem Hamburger Denkmalschutzgesetz vom 5. April 2013 unter Denkmalschutz stehen (§ 6 Abs. 1 DSchG HA) oder zumindest zeitweise standen. Die Denkmalliste steht auch als PDF-Dokument zur Verfügung. Alle Denkmäler in Jenfeld, die schon nach dem Denkmalschutzgesetz vom 3. Dezember 1973, zuletzt geändert am 27. November 2007, unter Denkmalschutz standen, sind auch auf der Liste der Kulturdenkmäler im Hamburger Bezirk Wandsbek zu finden.

## Legende
- ID: Gibt die vom Denkmalschutzamt Hamburg vergebene Objekt-ID (Identifikationsnummer) des Kulturdenkmals an, (in Klammern gegebenenfalls die Denkmalnummer nach altem Denkmalschutzgesetz).
- Adresse: Nennt den Straßennamen und, wenn vorhanden, die Hausnummer des Kulturdenkmals. Die Grundsortierung der Liste erfolgt nach dieser Adresse.
- Art: Zeigt an, ob es ein Objekt („O“) oder ein Ensemble („E“) ist.
- Datierung: Gibt die Datierung an; das Jahr der Fertigstellung bzw. den Zeitraum der Errichtung.
- Ensemble: Gibt die Nummer des Ensembles an, zu der das Objekt gehört, bzw. bei Ensembles die Nummer des Ensembles selbst.

Hinweis: Die Grundsortierung der Liste erfolgt nach der Adresse und ist alternativ nach ID, Art (Objekt oder Ensemble), Typ, Datierung, Entwurf oder Kurzbeschreibung sortierbar.

| ID           | Adresse                                                                              | Art | Typ                                                 | Kurzbeschreibung                                                                     | Datierung                 | Entwurf                                                                                     | Ensemble                                                                              | Bild           |
| ------------ | ------------------------------------------------------------------------------------ | --- | --------------------------------------------------- | ------------------------------------------------------------------------------------ | ------------------------- | ------------------------------------------------------------------------------------------- | ------------------------------------------------------------------------------------- | -------------- |
| 23338 (707)  | Bei den Höfen 2 (Lage)                                                               | O   | Schulgebäude                                        | Schule Denksteinweg, Altbau                                                          | 1929–1930                 | Stadtbauamt Wandsbek                                                                        |                                                                                       |                |
| 14286        | Bruhnrögenredder o.Nr. (Lage)                                                        | O   | Grenzstein                                          |                                                                                      | 19. Jh., Ende (vermutl.)  |                                                                                             |                                                                                       |                |
| 23339        | Charlottenburger Straße 2 (Lage)                                                     | O   | Wohnwirtschaftsgebäude                              | Eggerscher Hof                                                                       | 1910, um                  |                                                                                             |                                                                                       |                |
| 23850        | Charlottenburger Straße bei Nr. 75 (Lage)                                            | O   | Grenzstein                                          |                                                                                      | 1807, nach                |                                                                                             |                                                                                       |                |
| 23849        | Denksteinweg an der Ecke Bei den Höfen (Lage)                                        | O   | Kriegerdenkmal (Kriegerdenkmal 1914/18)             |                                                                                      | 1926; Ergänzung nach 1945 |                                                                                             |                                                                                       |                |
| 23852        | Hasenstieg 2g (Lage)                                                                 | O   | Grenzstein                                          | Grenzstein W192                                                                      | 1807, nach                |                                                                                             |                                                                                       |                |
| 44922        | Holstenhofweg 85 (Lage)                                                              | E   | Hochschulgebäude                                    | Helmut-Schmidt-Universität/ Universität der Bundeswehr Hamburg                       | 1973–1977                 | Heinle, Wischer und Partner (Architekten), Leonhardt und Andrä (Statik und Baukonstruktion) | Holstenhofweg 85, Helmut-Schmidt-Universität mit Grünanlage, Kühlsee und Kunst am Bau | weitere Bilder |
| 44923        | Holstenhofweg 85 (Lage)                                                              | E   | Mensa                                               | Helmut-Schmidt-Universität/ Universität der Bundeswehr Hamburg                       | 1973–1977                 | Heinle, Wischer und Partner (Architekten), Leonhardt und Andrä (Statik und Baukonstruktion) | Holstenhofweg 85, Helmut-Schmidt-Universität mit Grünanlage, Kühlsee und Kunst am Bau | weitere Bilder |
| 44924        | Holstenhofweg 85 (Lage)                                                              | E   | Grünanlage                                          | Helmut-Schmidt-Universität/ Universität der Bundeswehr Hamburg                       | 1973–1977                 | Heinle, Wischer und Partner (Architekten), Leonhardt und Andrä (Statik und Baukonstruktion) | Holstenhofweg 85, Helmut-Schmidt-Universität mit Grünanlage, Kühlsee und Kunst am Bau | BW             |
| 44936        | Holstenhofweg 85 (Lage)                                                              | E   | Werkhalle                                           | Helmut-Schmidt-Universität/ Universität der Bundeswehr Hamburg                       | 1973–1977                 | Heinle, Wischer und Partner (Architekten), Leonhardt und Andrä (Statik und Baukonstruktion) | Holstenhofweg 85, Helmut-Schmidt-Universität mit Grünanlage, Kühlsee und Kunst am Bau | BW             |
| 44937        | Holstenhofweg 85 (Lage)                                                              | E   | Zentrale Versorgungsanlage                          | Helmut-Schmidt-Universität/ Universität der Bundeswehr Hamburg                       | 1973–1977                 | Heinle, Wischer und Partner (Architekten), Leonhardt und Andrä (Statik und Baukonstruktion) | Holstenhofweg 85, Helmut-Schmidt-Universität mit Grünanlage, Kühlsee und Kunst am Bau | BW             |
| 31011        | Jenfelder Allee 70a, Wilsonstraße 64, 68, Lettow-Vorbeck-Kaserne (Lage)              | E   |                                                     | Lettow-Vorbeck-Kaserne                                                               |                           |                                                                                             | 31011                                                                                 | weitere Bilder |
| 23340        | Jenfelder Allee 70a (Lage)                                                           | O   | Kasernenanlage                                      | Lettow-Vorbeck-Kaserne                                                               | 1934/1935                 |                                                                                             | 31011                                                                                 |                |
| 23851        | Jenfelder Straße 107 (Lage)                                                          | O   | Grenzstein                                          |                                                                                      | 1807, um ?                |                                                                                             |                                                                                       | BW             |
| 23853        | Lettow-Vorbeck-Kaserne                                                               | O   | Kasernenanlage                                      | Lettow-Vorbeck-Kaserne                                                               | 1934/1935                 |                                                                                             | 31011                                                                                 |                |
| 14285        | Rehkoppel 29, Schiffbeker Weg auf Höhe von Rehkoppel 29 (Lage)                       | O   | Grenzstein                                          | Grenzstein Rehkoppel / Schiffbeker Weg                                               | Nicht ermittelbar         |                                                                                             |                                                                                       |                |
| 29652        | Rodigallee 205 (Lage)                                                                | O   | Kirchengebäude; u. a.                               | Kirche Der Gute Hirte, Rodigallee 205, mit Vorplatzgestaltung und überdachtem Umgang | 1968–1970                 | Grundmann, Friedhelm/Sandtmann, Horst                                                       |                                                                                       | weitere Bilder |
| 23846        | Rodigallee auf dem Gelände der Universität der Bundeswehr (Lage)                     | O   | Kriegerdenkmal (Kriegerdenkmal 1914/18 und 1939/45) |                                                                                      | 1930er Jahre, Mitte       | Ely                                                                                         |                                                                                       | BW             |
| 31012        | Wilsonstraße 64, 68 (Lage)                                                           | E   |                                                     | Gedenkanlage bei der Lettow-Vorbeck-Kaserne Wilsonstraße                             |                           |                                                                                             | 31012                                                                                 |                |
| 23337 (1874) | Wilsonstraße 64 (Lage)                                                               | O   | Kasernenanlage                                      | Lettow-Vorbeck-Kaserne                                                               | 1934/1935                 |                                                                                             | 31011                                                                                 |                |
| 23341        | Wilsonstraße 64, 68 (Lage)                                                           | O   | Gedenkstätte                                        | Gedenkanlage bei der Lettow-Vorbeck-Kaserne                                          | 20. Jh., Mitte            |                                                                                             | 31012                                                                                 | weitere Bilder |
| 23342        | Wilsonstraße 64, 68 (Lage)                                                           | O   | Bauschmuck                                          | Gedenkanlage mit ehem. Bauschmuck der Lettow-Vorbeck-Kaserne                         | 20. Jh., Mitte            |                                                                                             | 31012                                                                                 | weitere Bilder |
| 23845 (1874) | Wilsonstraße 68 (Lage)                                                               | O   | Kasernenanlage                                      | Lettow-Vorbeck-Kaserne                                                               | 1934/1935                 |                                                                                             | 31011                                                                                 |                |
| 23847        | Wilsonstraße gegenüber von Nr. 64–68, auf dem Gelände der Von-Estorff-Kaserne (Lage) | O   | Kriegerdenkmal (Kriegerdenkmal 1914/18 und 1939/45) |                                                                                      | 1930, um (vermutl.)       |                                                                                             |                                                                                       | BW             |
| 23848        | Wilsonstraße gegenüber von Nr. 64–68, auf dem Gelände der Von-Estorff-Kaserne (Lage) | O   | Kriegerdenkmal (Kriegerdenkmal 1939/45)             |                                                                                      | 1950, nach (vermutl.)     |                                                                                             |                                                                                       | BW             |